# Marcelo Leonart
Marcelo Enrique Leonart Tomas (Santiago,  1970) es un escritor, dramaturgo y director teatral chileno.

## Biografía
Ávido lector en la infancia, escribió su primera obra de teatro No salgas esta noche, en 1991. Después obtuvo una beca para el taller de Poli Délano; más tarde estuvo en el de Antonio Skármeta y, finalmente, en el de Carlos Franz. Fue en este último donde terminó Mujer desnuda fumando en la ventana, el primer libro que publicó (1999).
Algunos de los cuentos de esa recopilación ya habían sido premiados, y la película 199 recetas para ser feliz (2008), de Andrés Waissbluth, está basado en uno de ellos.
Al año siguiente, formó parte del equipo de guionistas de la teleserie Romané, a la que le han seguido muchas otras con su participación. En 2012 emigró desde TVN a Canal 13.
Como dramaturgo, Leonart ha escrito una serie de piezas, y entre las últimas que ha dirigido figura El taller. Escrita por Nona Fernández y estrenada en 2012,  está inspirada en el taller literario que Mariana Callejas tenía en su casa en Lo Curro, mientras su marido Michael Townley dirigía en el subterráneo las operaciones de un cuartel de la DINA
Su primera novela, Fotos de Laura, ha sido aplaudida por la crítica y premiada, así como su segunda recopilación de relatos, La educación. Después de estos dos libros aparecidos en 2012, ha publicado las novelas Lacra, La patria, cuyo personaje principal es Francisco Javier Cuadra, ministro de Augusto Pinochet; y Pascua, "que tiene en el centro los abusos cometidos por sacerdotes".
Como cineasta, Leonart codirigió junto con Paulo Avilés la película Grita (basada en su obra teatral homónima), que estrenó en 2009 en el Santiago Festival Internacional de Cine. 
Tiene un hijo, Dante, con su pareja, la escritora Nona Fernández, a quien conoció cuando ambos estudiaban en la Escuela de Teatro de la Universidad Católica. En 2004 ambos fundaron la compañía de teatro La Fusa, con la que ha puesto en escena todas sus obras a partir de Grita y hasta Liceo de niñas, obra estrenada en 2015 y con la que la compañía liderada por Leonart y Fernández pasa a llamarse La Pieza Oscura.

## Premios
- Premio Óscar Castro
- Primer lugar en los Juegos Literarios Gabriela Mistral
- Premio Juan Rulfo de Cuento 1998 (Radio Francia Internacional, Paría) por Maribel bajo el brazo´
- Premio Altazor 2006 en la categoría de guion de TV por Los treinta (ex aequo)[11]
- Premio del Consejo Nacional del Libro y la Lectura 2011 en la categoría de mejor obra inédita por La educación
- Premio Revista de Libros 2011 (El Mercurio) por Fotos de Laura[4]
- Premio del Consejo Nacional del Libro 2012 por la novela Lacra (categoría de obras inéditas)[12]
- Premio del Consejo Nacional del Libro 2017 por la novela Weichafe (categoría obras inéditas)
- Premio del Consejo Nacional del Libro 2021 por la obra de teatro Tú no eres, hermana, un conejo corriendo desesperado por el campo chileno (categoría obras publicadas)[13]

## Obras

### Narrativa
- Mujer desnuda fumando en la ventana, cuentos, colección del Sur, Planeta, 1999 (Booket, 2004); contiene 5 textos:
  - «Noticias de Milo», «Última llamada», «Maribel bajo el brazo», «Noches con Antonia» y «Mujer desnuda fumando en la ventana»
- Fotos de Laura, novela, El Mercurio / Aguilar, Santiago, 2012
- La educación, cuentos, Tajamar, Santiago, 2012; contiene 6 relatos: 
  - «Crías»; «Los perros»; «Pájaros negro olfateando la carroña»; «Caparazón»; «Los cuerpos»; y «La educación»
- La patria, novela cuyo personaje principal es el ministro de Augusto Pinochet Francisco Javier Cuadra; Tajamar, Santiago, 2012
- Lacra, novela, Tajamar, Santiago, 2013
- Pascua, novela, Tajamar, Santiago, 2015
- El libro rojo de la historia de Chile, novela, Tajamar, Santiago, 2016
- "Weichafe", novela, Tajamar, Santiago, 2018
- "Los psychokillers", Tajamar, Santiago, 2019

### Teatro
- No salgas esta noche, 1991
- Sobre los mismos techos, 1992
- SubCielo, fuego en la ciudad, 1994
- Pompa Bye-Bye, 1995
- Encadenados, 1997
- Grita, 2004; esta pieza fue publicada en el libro Bestiario, freakshow temporada 1973/1990, junto con Medusa (2010, de Ximena Carrera) y El taller (2012, de Nona Fernández): Ceibo Ediciones, Santiago, 2013[14]
- Lo invisible, 2006
- Cuerpos mutilados en el campo de batalla, 2007
- Todas las fiestas del mañana, 2008
- Noche mapuche, dirigida por el autor; compañía La Pieza Oscura, GAM 30.09-28.10.2017
- No me digas que al futuro se lo traga la oscuridad, dirigida por el autor; compañía Colectivo el Pony, 2022 Sidarte
- Cincuenta años, dirigida por el autor; compañía Colectivo el Pony, 2023 Sala de Teatro de la Universidad Mayor
- Ágape,dirigida por el autor; compañía Colectivo el Pony, 2023 Teatro Camilo Henríquez

### Telenovelas

#### Historias originales
- Casa de muñecos (2018)
- 40 y tantos (2010)
- Amor por accidente (2007)
- Disparejas (2006)
- Los treinta (2005)
- 17 (2005)
- 16 (2003)

#### Adaptaciones
- Secretos en el jardín (2013) - Original de Julio Rojas y Matías Ovalle
- Los exitosos Pells (2009) - Original de Esther Feldman y Alejandro Maci
- Aída (2008) - Original de Nacho García Velilla
- Purasangre (2002) - Original de Alejandro Cabrera y Larissa Contreras
- Amores de mercado (2001) - Original de Fernando Aragón y Arnaldo Madrid
- Romané (2000) - Original de Sergio Bravo

#### Nuevas versiones reescritas por otros
- Dulce amargo (2013) (Los treinta) - Por Iris Dubs